# Littérature sur le thé

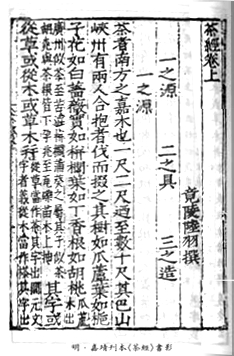
Le Classique du thé.

La littérature sur le thé regroupe les œuvres littéraires évoquant le thé, sa culture et sa préparation. Il s'agit généralement d'essais, de romans, ou d'ouvrages universitaires.

## Ouvrages sur la préparation et consommation du thé
Un des premiers ouvrages à mentionner une herbe infusée en boisson et utilisée dans les offrandes aux ancêtres est le Classique des vers. L'ouvrage utilise le mot « tu » (苦菜) pour y faire référence : mais elle peut faire référence à plusieurs herbes, le mot signifie « plante amère » et ne cite donc pas forcément le thé en lui-même.
Un texte médical de l'an 220 conseille de boire cette plante amère pour « mieux penser ».
Le tout premier ouvrage au monde traitant du thé, écrit par Lu Yu entre les années 760 et 780 de notre ère, est Le Classique du Thé. Dans cet ouvrage, il traite de la plante elle-même, mais aussi des outils à employer pour la récolte, de la qualité des feuilles, des accessoires nécessaires à la préparation, de l’histoire des plantations et de quelques buveurs de thé célèbres. À la même époque, dans le Nord de la Chine, vit Lu Tung, connu comme le « Fou du thé ». Poète et philosophe, il écrit : « Je ne m’intéresse nullement à l’immortalité, mais seulement au goût du thé ». Il écrit le Chant du Thé.
En 1906, Okakura Kakuzo rédige Le Livre du thé, où il déplore que « la poésie des cérémonies Tang et Song a déserté sa tasse » avec l’infusion facile des feuilles dans l'eau chaude qui a pris la place du battage du thé à la japonaise.

## Ouvrages célèbres
- Le Classique du Thé, Lu Yu, entre 760 et 780
- Le chant du Thé, Lu Tung
- Kissa-yojo-ki (Mémoire sur le thé et la conservation de la santé), entre 1202 et 1500
- Le livre du thé, Okakura Kazuzo, 1906
- A Nice Cup of Tea, George Orwell, 1946
- Paul Butel, Histoire du thé, 1989, 256 p. (ISBN 978-2-904227-37-0).